# Universidade Polonesa do Exterior

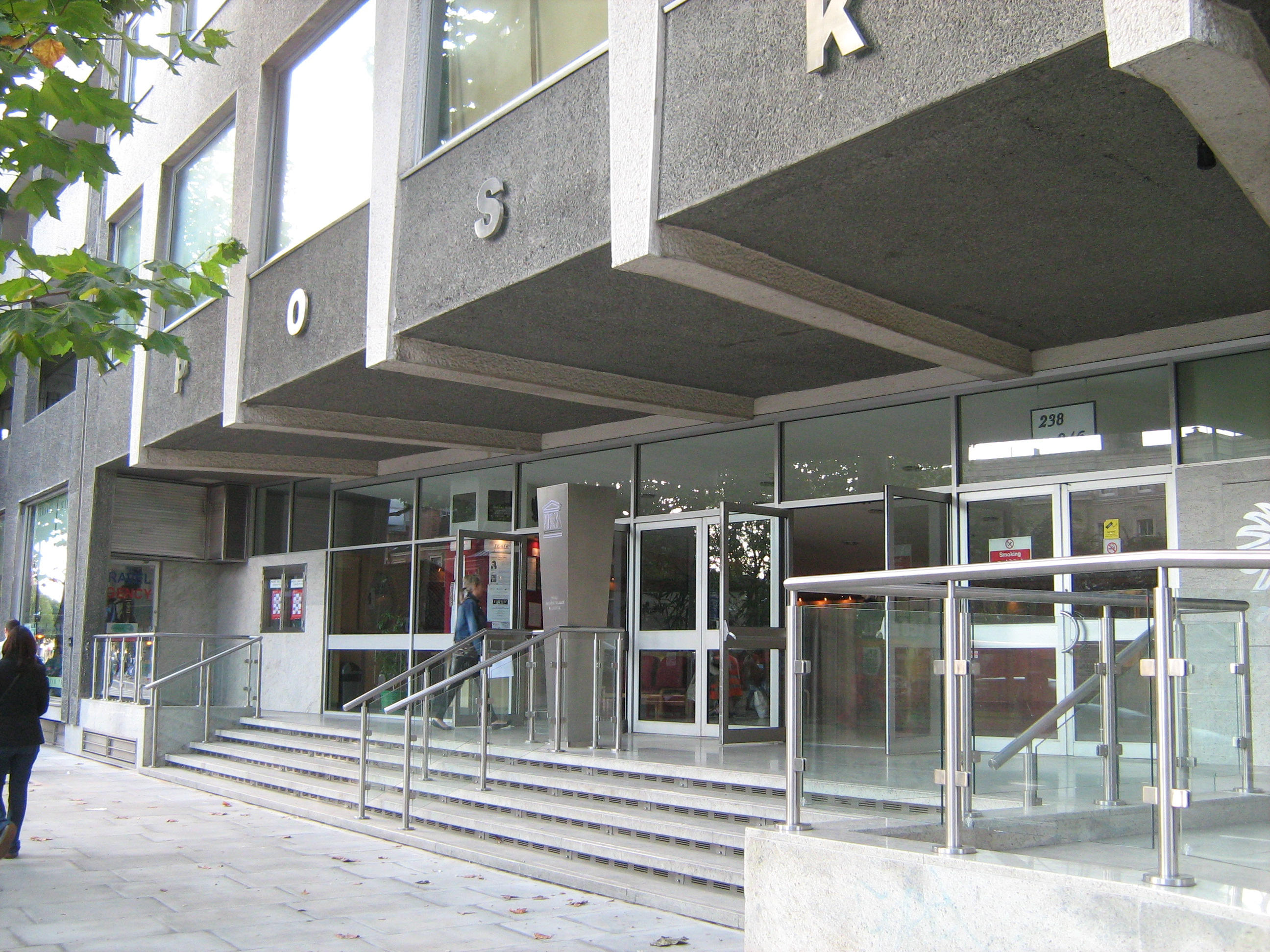

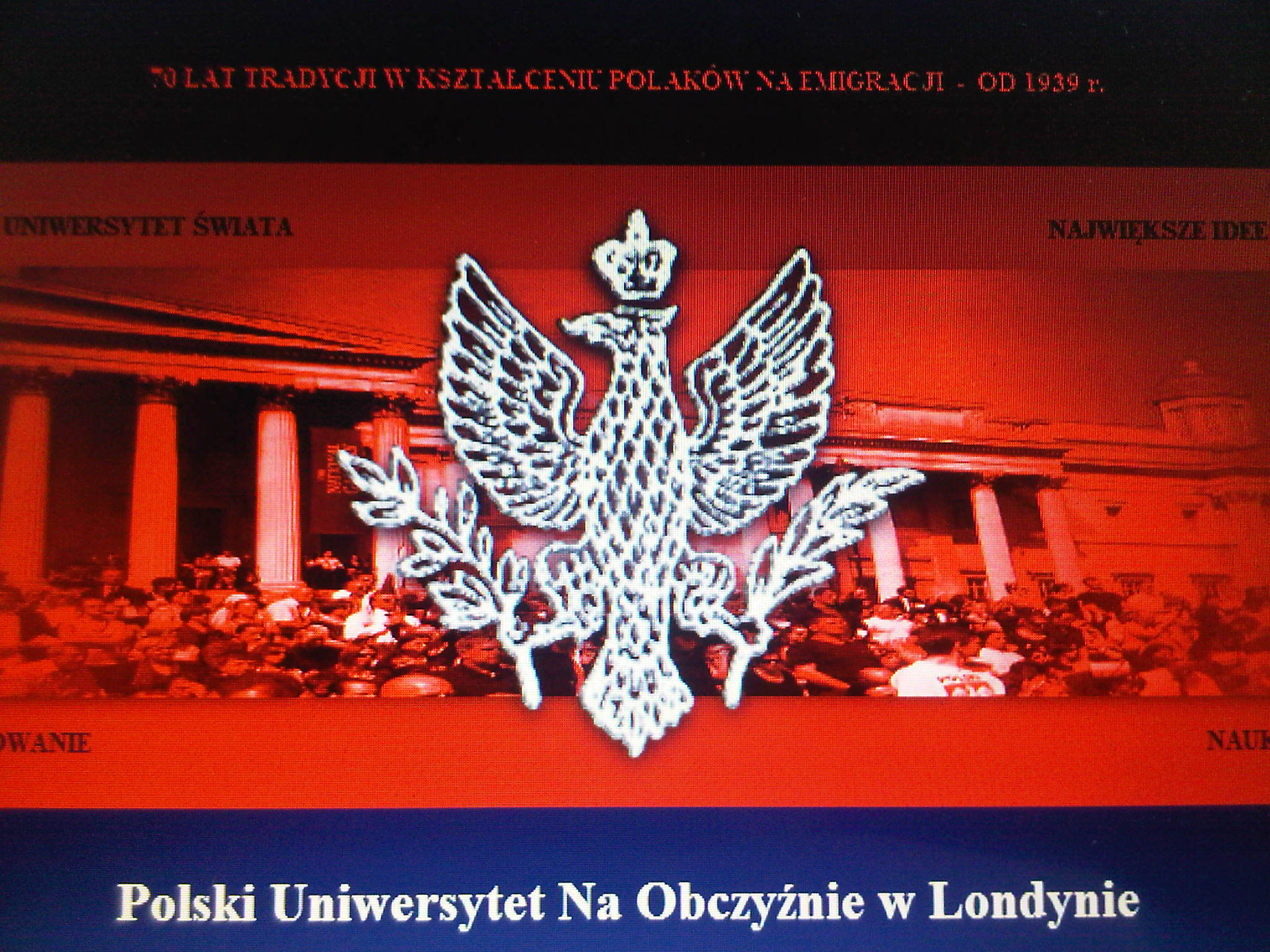
Logotipo da PUNO (vista no site oficial)

A Universidade Polonesa do Exterior (em polonês/polaco:  Polski Uniwersytet na Obczyźnie, abreviada PUNO) é uma universidade que foi inicialmente estabelecida em Londres em 1949 (de fato, em 1952).
A Universidade Polonesa do Exterior possui um programa de bacharelado e pesquisa. Possui postos avançados em Paris, França e Munique, Alemanha.
A PUNO está sediada em Hammersmith, Londres. A estação de metrô mais próxima é o Ravenscourt Park (linha District).

## Reitores da PUNO
- Prof. Mieczysław Sas-Skowroński (1987-1993)
- Prof. Wojciech Falkowski (2002-2011)
- Prof. Halina Taborska (2011-2017)
- Prof. Tomasz J Kaźmierski (2017-)